# نقطه تعادل
در ریاضیات، به‌طور خاص در معادلات دیفرانسیل، نقطه تعادل یک جواب ثابت برای یک معادله دیفرانسیل است.

## تعریف متعارف
نقطه {\displaystyle {\tilde {\mathbf {x} }}\in \mathbb {R} ^{n}} یک نقطه تعادل برای معادله دیفرانسیل است
{\displaystyle {\frac {d\mathbf {x} }{dt}}=\mathbf {f} (t,\mathbf {x} )}
اگر {\displaystyle \mathbf {f} (t,{\tilde {\mathbf {x} }})=\mathbf {0} } برای همه {\displaystyle t} .
به همین ترتیب، نقطه {\displaystyle {\tilde {\mathbf {x} }}\in \mathbb {R} ^{n}} یک نقطه تعادل (یا نقطه ثابت) برای معادله دیفرانسیل زیر است.
{\textstyle \mathbf {x} _{k+1}=\mathbf {f} (k,\mathbf {x} _{k})}
اگر {\displaystyle \mathbf {f} (k,{\tilde {\mathbf {x} }})={\tilde {\mathbf {x} }}} برای {\displaystyle k=0,1,2,\ldots } .
{{سخ}}تعادل را می‌توان با مشاهده علامت‌های مقادیر ویژه خطی‌سازی معادلات مربوط به تعادل طبقه‌بندی کرد. به عبارت دیگر، با ارزیابی ماتریس ژاکوبین در هر یک از نقاط تعادل سیستم، و سپس یافتن مقادیر ویژه حاصل، می‌توان نقاط تعادل را دسته‌بندی کرد. سپس با یافتن بردار ویژه (های) مرتبط با هر مقدار ویژه، می‌توان رفتار سیستم در همسایگی هر نقطه تعادل را به صورت کیفی تعیین کرد (یا حتی در برخی موارد به صورت کمی تعیین کرد).
اگر هیچ‌یک از مقادیر ویژه قسمت حقیقی صفر نداشته باشد، یک نقطه تعادل هذلولی است. اگر تمام مقادیر ویژه دارای قسمت حقیقی منفی باشند، این تعادل یک معادله پایدار است. اگر حداقل یکی دارای قسمت حقیقی مثبت باشد، تعادل یک گره ناپایدار است. اگر حداقل یک مقدار ویژه دارای قسمت حقیقی منفی و حداقل یکی دارای قسمت حقیقی مثبت باشد، تعادل یک نقطه زینی است.